# Darryl Stephens

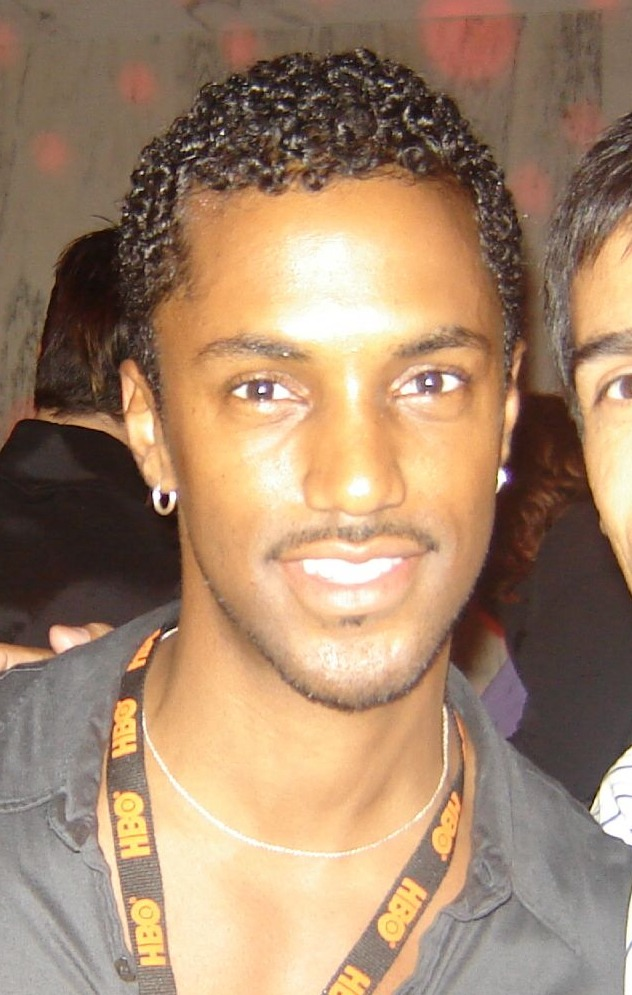
Darryl Stephens

Darryl Stephens (* 7. März 1974 in Pasadena, Kalifornien) ist ein US-amerikanischer Schauspieler, bekannt durch seine Rolle in der Fernsehserie Noah’s Arc.

## Leben
Stephens wuchs im kalifornischen Altadena und Pasadena auf. Er studierte an der Universität von Kalifornien, Berkeley, Soziologie und ethnische Studien sowie Theater und Tanz. Vier Jahre lang arbeitete er in San Francisco mit der Kult-Theater-Truppe Sassymouth, bevor er nach Los Angeles zurückkehrte, wo seine Film- und Fernsehkarriere begann. Stephens spielte Rollen wie Seamless mit Shannon Elizabeth. Doch sein großer Durchbruch gelang ihm 2004 in der Serie Noah’s Arc, die von verschiedenen Kritikern auf verschiedenen Filmfestivals hoch gelobt wurde.
Noah’s Arc wurde 2005 im Fernsehsender Logo erstausgestrahlt und läuft seit Anfang 2009 auf TIMM, einem deutschen schwul-lesbischen Fernsehsender. Bis Ende 2005 hatte Stephens Rollen in verschiedenen homosexuellen Filmen und Komödien sowie in Dramen wie Boy Culture mit dem Newcomer Derek Magyar.
Stephens lebt relativ zurückgezogen und gibt über sein Privatleben recht wenig preis. Er lebt offen homosexuell.

## Filmografie (Auswahl)
- 1999: Seamless
- 2000: Undressed – Wer mit wem? (Fernsehserie)
- 2001: Circuit
- 2001: That’s Life (Fernsehserie)
- 2005–2006: Noah’s Arc (Fernsehserie)
- 2006: Another Gay Movie
- 2006: Boy Culture – Sex Pays. Love costs (Boy Culture)
- 2008: Noah’s Arc: Jumping the Broom
- 2010: Two and a Half Men (Fernsehserie)
- 2010: Private Practice (Fernsehserie)
- 2010: Bolden!
- 2011: Desperate Housewives (Fernsehserie)
- 2012: 2 Broke Girls (Fernsehserie)
- 2019: From Zero to I Love You
- seit 2020: Lovecraft Country (Fernsehserie)